# Xã Keene, Quận McKenzie, Bắc Dakota
Xã Keene (tiếng Anh: Keene Township) là một xã thuộc quận McKenzie, tiểu bang Bắc Dakota, Hoa Kỳ. Năm 2010, dân số của xã này là 41 người.